# Deerfield Beach
Deerfield Beach ist eine Stadt im Broward County im US-Bundesstaat Florida. Das U.S. Census Bureau hat bei der Volkszählung 2020 eine Einwohnerzahl von 86.859 ermittelt. Die geographischen Koordinaten sind: 26,31° Nord, 80,12° West. Das Stadtgebiet hat eine Größe von 38,7 km².

## Geographie
Die Stadt liegt 15 km nördlich von Fort Lauderdale sowie 45 km nördlich von Miami und stellt eine principal city der Metropolregion Miami dar. Umliegende Kommunen sind Coconut Creek, Pompano Beach, Lighthouse Point und Hillsboro Beach (Broward) sowie Boca Raton (Palm Beach).

## Demographische Daten
Laut der Volkszählung 2010 verteilten sich die damaligen 75.018 Einwohner auf 42.671 Haushalte. Die Bevölkerungsdichte lag bei 2155,7 Einw./km². 65,8 % der Bevölkerung bezeichneten sich als Weiße, 25,6 % als Afroamerikaner, 0,2 % als Indianer und 1,5 % als Asian Americans. 4,1 % gaben die Angehörigkeit zu einer anderen Ethnie und 2,7 % zu mehreren Ethnien an. 14,2 % der Bevölkerung bestand aus Hispanics oder Latinos.
Im Jahr 2010 lebten in 23,1 % aller Haushalte Kinder unter 18 Jahren sowie 36,7 % aller Haushalte Personen mit mindestens 65 Jahren. 53,7 % der Haushalte waren Familienhaushalte (bestehend aus verheirateten Paaren mit oder ohne Nachkommen bzw. einem Elternteil mit Nachkomme). Die durchschnittliche Größe eines Haushalts lag bei 2,22 Personen und die durchschnittliche Familiengröße bei 2,94 Personen.
19,8 % der Bevölkerung waren jünger als 20 Jahre, 25,8 % waren 20 bis 39 Jahre alt, 27,1 % waren 40 bis 59 Jahre alt und 27,4 % waren mindestens 60 Jahre alt. Das mittlere Alter betrug 43 Jahre. 48,3 % der Bevölkerung waren männlich und 51,7 % weiblich.
Das durchschnittliche Jahreseinkommen lag bei 38.822 $, dabei lebten 17,5 % der Bevölkerung unter der Armutsgrenze.
Im Jahr 2000 war Englisch die Muttersprache von 75,36 % der Bevölkerung, spanisch sprachen 8,70 % und 15,94 % hatten eine andere Muttersprache.

## Sehenswürdigkeiten
Folgende Objekte sind im National Register of Historic Places gelistet:
- James D. and Alice Butler House
- Deerfield Beach Elementary School
- Old Deerfield School
- Bahnhof Deerfield Beach

## Schulen
- Deerfield Beach Elementary School
- Deerfield Park Elementary School
- Quiet Waters Elementary School
- Deerfield Beach Middle School
- Deerfield Beach High School

## Religionen
In Deerfield Beach gibt es derzeit 44 verschiedene Kirchen aus 20 verschiedenen Konfessionen. Unter den zu einer Konfession gehörenden Kirchen ist die Baptistengemeinde mit sieben Kirchen am stärksten vertreten. Es gibt elf zu keiner Konfession gehörende Kirchen (Stand: 2004).

## Wirtschaft
Die größten Arbeitgeber waren 2018:
| Arbeitgeber                    | Arbeitnehmer |
| ------------------------------ | ------------ |
| Publix                         | 1875         |
| JM Family Enterprises          | 1366         |
| Broward Health North           | 1300         |
| UPS                            | 560          |
| City of Deerfield Beach        | 557          |
| Republic National distribution | 426          |
| Target                         | 380          |
| Peoples Trust                  | 361          |
| Broward Sheriff Office         | 292          |
| List Industries                | 228          |

## Verkehr
Das Stadtgebiet wird jeweils in Nord-Süd-Richtung von der Interstate 95 und dem Florida’s Turnpike durchquert bzw. tangiert. Weitere Straßen sind der U.S. Highway 1 sowie die Florida State Roads A1A, 5, 810, 811, 834, 845 und 869 (Sawgrass Expressway, mautpflichtig).
Der Bahnhof Deerfield Beach ist ein Bahnhof im Regional- und Fernverkehr. Hier halten sowohl die Züge der Amtrak von Miami nach New York City als auch die Züge der Tri-Rail von Miami nach Mangonia Park. Die nächsten Flughafen sind der Boca Raton Airport (national) und der Fort Lauderdale-Hollywood International Airport.

## Kriminalität
Die Kriminalitätsrate lag im Jahr 2010 mit 324 Punkten (US-Durchschnitt: 266 Punkte) im durchschnittlichen Bereich. Es gab einen Mord, 24 Vergewaltigungen, 156 Raubüberfälle, 248 Körperverletzungen, 581 Einbrüche, 1752 Diebstähle, 176 Autodiebstähle und fünf Brandstiftungen. Am 18. Juni 2018 wurde der Rapper XXXTentacion vor einem Motorradladen in Deerfield Beach erschossen.